# (1838) Ursa
(1838) Ursa ist ein Asteroid des Hauptgürtels, der am 20. Oktober 1971 vom Schweizer Astronomen Paul Wild, vom Observatorium Zimmerwald der Universität Bern aus, entdeckt wurde.
Der Asteroid ist nach der Frau des Entdeckers Ursula und nach dessen Sohn Urs benannt.